# Fieber
Fieber (in tedesco "febbre") è il secondo singolo della band tedesca OOMPH!, estratto dal loro sesto album Plastik. Nella canzone e nel video partecipa anche la cantante tedesca Nina Hagen. La copertina ritrae una bogetta di profumo etichettata "Fieber", il cui liquido arancione contenuto è in agitazione.

## Tracce[1]
1. Fieber – Single Version
2. Fieber – Remixed by Oliver Belte
3. Fieber – Remixed by OOMPH!
4. Fieber – Remixed by Steve Naghavi
5. Unsere Rettung – Live
6. Gekreuzigt – Live

## Video
Il video girato da Wolf Gresenz ritraggono Dero e la Hagen come uno il complementare dell'altro e sembra che Dero sia attratto sentimentalmente dall'alter ego formato dalla cantante.